# Fuentes
Fuentes – gmina w Hiszpanii, w prowincji Cuenca, w Kastylii-La Mancha, o powierzchni 107,6 km². W 2011 roku gmina liczyła 492 mieszkańców.